# 拉斯佩德罗涅拉斯
拉斯佩德罗涅拉斯，是西班牙卡斯蒂利亚-拉曼恰昆卡省的一个市镇。总面积225平方公里，总人口6739人（2001年），人口密度30人/平方公里。